# Ja'akov Kohen (politik)
Ja'akov Kohen (hebrejsky: יעקב כהן) je izraelský rabín, politik a bývalý poslanec Knesetu za stranu Sjednocený judaismus Tóry, respektive za její součást Agudat Jisra'el.

## Biografie
Narodil se 13. července 1953 ve městě Bnej Brak. Absolvoval školu talmudských studií Bejt Talmud le-Hora a získal oprávnění k výkonu rabínské profese. Pracoval pak jako rabín a ředitel ješivy. Hovoří jidiš.

## Politická dráha
V roce 1980 založil a do roku 2001 řídil ješivu Chasidej Bnej Brak. Byl předsedou svazu izraelských ješiv a vzdělávacích ústavů. Podílí se na vedení města Bnej Brak.
V izraelském parlamentu zasedl po volbách do Knesetu v roce 2006, ve kterých kandidoval za stranu Sjednocený judaismus Tóry. Působil ve výboru pro ekonomické záležitosti, výboru pro vědu a technologie a výboru po zahraniční dělníky. Mandátu se vzal během funkčního období v červenci 2008. Šlo o předem dohodnutou rotaci poslanců, která měla zajistit mandáty i dalším frakcím v rámci střechové organizace Sjednocený judaismus Tóry. Jeho místo pak zaujal poslanec Uri Maklev.